# Gnophos confertata
Gnophos confertata är en fjärilsart som beskrevs av Otto Staudinger 1897. Gnophos confertata ingår i släktet Gnophos och familjen mätare. Inga underarter finns listade i Catalogue of Life.